# الشجب (جبلة)

تعديل مصدري - تعديل

الشجب هي إحدى قرى عزلة الثوابي بمديرية جبلة التابعة لمحافظة إب، بلغ تعداد سكانها 450 نسمة حسب تعداد اليمن لعام 2004.